# Rhaphuma diana
Rhaphuma diana är en skalbaggsart som beskrevs av Charles Joseph Gahan 1906. Rhaphuma diana ingår i släktet Rhaphuma och familjen långhorningar.
Artens utbredningsområde är:
- Laos.
- Myanmar.

Inga underarter finns listade i Catalogue of Life.